# Castanea ozarkensis
Castanea ozarkensis är en bokväxtart som beskrevs av William Willard Ashe. Castanea ozarkensis ingår i släktet kastanjer, och familjen bokväxter. Inga underarter finns listade.
Detta träd förekommer i centrala USA i delstaterna Arkansas, Louisiana, Missouri, Oklahoma och Texas. Arten växer i kulliga områden mellan 150 och 600 meter över havet. Den största populationen hittas i Ozarkbergen. Castanea ozarkensis ingår i lövfällande skogar.
Några exemplar drabbas av en sjukdom som orsakas av svampen Cryphonectria parasitica. Populationen minskar och arten listas av IUCN som nära hotad (NT).